# 필리핀해 해전
필리핀해 해전(영어: Battle of the Philippine Sea) 때때로 마리아나 해전(일본어: マリアナ沖海戦 마리아나오키카이센[*])은 1944년 6월 19일에 오자와 지사부로 제독이 일본 연합함대와 전투기 430대를 이끌고 레이먼드 A. 스프루언스 제독의 미국 제5함대를 4차례 공격하면서 시작되었다. 그러나 일본 제국 해군은 첫날 전투에서 300대 이상의 전투기가 격추되고 2척의 정규 항공모함이 침몰했다. 그리고 연합함대가 오키나와로 북진하던 중 항공모함 1척과 100대 이상의 전투기를 또 다시 손실했다. 이에 비해 미국은 2일간 전투 중 130대의 비행기와 약간의 항공모함 손실을 입었을 뿐이었다. 그 이유는 일본군의 군수물자 부족과 일본의 조종사들은 채 3개월밖에 훈련을 받지 못하고 이에 비해 미군 조종사들은 2년의 훈련을 받은 점 등에서 일본군의 패배가 컸다. 실제로 이를 마리아나의 칠면조 사냥이라고 부른다.

## 5함대의 전투 구성
1944년 6월 15일에 필리핀 해로 일본함대가 접근하는 것이 미국 잠수함에 의하여 포착되자 당시 미국 태평양 제 5함대 최고사령관이었던 레이먼드 A. 스프루언스 대장은 멀지 않아서 큰 전투가 벌어질 것이라고 예상했다. 3일 후인 6월 18일에 마크 미처 중장이 지휘하는 고속 항공모함 기동함대(태스크포스 58) (기함: 항공모함 USS 렉싱턴)는 일본 함대를 공격하러 나섰다.
태스크포스 58는 5개의 태스크그룹으로 편성되어 있었다. 태스크그룹 58.7은 7척의 빠른 전함 (USS 워싱턴, USS 노스캐롤라이나, USS 인디애나, USS 아이오와, USS 뉴저지, USS 사우스다고타, USS 앨러배마)으로 구성되어있었고 윌리스 리 중장이 지휘했다. 58.4 함대전투단은 3척의 항공모함 (USS 에섹스, USS 랭글리, USS 코펜스)으로 구성되어있었고 윌리엄 K. 헤릴소장이 지휘했다. 58.1 함대전투단은 조셉 클라크 소장이 지휘했고 항공모함 4척 (USS 호넷, USS 요크타운, USS 벨리우 우드, USS 바탄)으로 구성되어있었다. 58.2 함대전투단은 알프레드 몽고메리 소장이 지휘했으며 항공모함 4척 (USS 벙커 힐, USS 와스프, USS 캐봇, USS 몬트러이)으로 구성되었다. 존 리브스 소장이 지휘했었던 58.3 함대전투단은 항공모함 4척 (USS 엔터프라이즈, USS 렉싱턴, USS 산 하신토, USS 프린스턴)으로 구성되었다. 8척의 중순양함, 13척의 경순양함, 58척의 구축함, 28척의 잠수함이 호위했었다.